# Picaflors de corona vermella
El picaflors de corona vermella (Dicaeum kampalili) és un ocell de la família dels diceids (Dicaeidae).

## Hàbitat i distribució
Habita la selva molt humida de les Illes Filipines, a Mindanao.